# Pat Williams
Patrick „Pat“ Williams (* 24. Oktober 1972 in Monroe, Louisiana) ist ein ehemaliger US-amerikanischer American-Football-Spieler auf der Position des Defensive Tackles. Er spielte zuletzt für die Minnesota Vikings in der National Football League (NFL).

## Karriere

### College
Williams besuchte die Texas A&M University, wo er in seinem ersten Jahr aufgrund schlechter schulischen Leistungen nicht spielen durfte. Auch im Jahr darauf wurde er lediglich in sechs Spielen eingesetzt. In seinem letzten Jahr absolvierte er elf Spiele, acht davon von Anfang an.

### NFL
Pat Williams kam 1997 in den NFL Draft, wurde allerdings von keinem Team gewählt. Erst im Nachhinein verpflichteten ihn die Buffalo Bills als Free Agent. Er kam in seinem Debüt-Jahr nur auf einen einzigen Einsatz. Die nächsten Jahre erkämpfte sich Williams seinen Platz in der Mannschaft, es dauerte jedoch weitere drei Jahre, bis er sich einen Stammplatz bei den Bills erarbeiten konnte. Seinen ersten Touchdown erzielte er 2004 nach einer Interception gegen die Miami Dolphins. Die Buffalo Bills verlängerten seinen nach dieser Saison auslaufenden Vertrag nicht mehr.
Vor der Saison 2005 wechselte er, erneut als Free Agent, zu den Minnesota Vikings. Nach einem Rat vom damaligen Defensiv-Trainer der Vikings, Mike Tomlin, verlor Williams rund sieben Kilogramm. Mit Kevin Williams, ebenfalls Defensive Tackle, bildete er die stärkste Vikings-Defense seit Jahren. 2006 folgte dann die erste Wahl in den Pro Bowl, den er auch in den zwei darauffolgenden Spielzeiten erreichte.
Bei den Vikings bildete er zusammen mit Kevin Williams die sogenannte „Williams Wall“ (dt. „Williams-Mauer“).
Er wurde zusammen mit seinem Teamkollegen Kevin Williams aufgrund der nachweislichen Einnahme von Diuretikum, ein Bestandteil von Steroiden, von der NFL vorläufig von der Teilnahme suspendiert. Erst nachdem sich die Vikings für die beiden Spieler einsetzten, wurde die Strafe zurückgezogen. 2009 gelangen Pat Williams 44 Tackles sowie zwei Sacks.
2011 verkündete Williams, den Vertrag mit den Vikings nicht mehr zu verlängern. Allerdings kam Williams auch bei keinem anderen Verein mehr unter. 2013 unterschrieb er bei Minnesota einen Ein-Tagesvertrag, um als Vikings-Spieler seine Karriere zu beenden.